# Vicky Holland
Vicky Holland (Gloucester, 12 de janeiro de 1986) é uma triatleta profissional britânica, medalhista olímpica. 

## Carreira

### Rio 2016
Holland disputou os Jogos Olímpicos do Rio, em 2016, ficando com a medalha de bronze após intensa batalha com a compatriota Non Stanford, ganhando no sprint final.